# Paralepidocephalus yui
Paralepidocephalus yui är en fiskart som beskrevs av Tchang, 1935. Paralepidocephalus yui ingår i släktet Paralepidocephalus och familjen nissögefiskar. IUCN kategoriserar arten globalt som starkt hotad. Inga underarter finns listade i Catalogue of Life.